# Sarapiniškės
Sarapiniškės är en ort i Litauen. Den ligger i den södra delen av landet, 60 km sydväst om huvudstaden Vilnius. Sarapiniškės ligger 147 meter över havet och antalet invånare är 181.
Terrängen runt Sarapiniškės är platt. Runt Sarapiniškės är det glesbefolkat, med 13 invånare per kvadratkilometer. Närmaste större samhälle är Varėna, 16,7 km söder om Sarapiniškės. I omgivningarna runt Sarapiniškės växer i huvudsak blandskog.